# 奧克塔夫·克雷瑪齊
奥克塔夫·克雷马齐（法語：Octave Crémazie，發音：[ɔktav kʁemazi]；1827年4月16日—1879年1月16日），十九世纪法裔魁北克作家及诗人，有着「魁北克诗歌之父」的美誉。
他在魁北克的神学院度过求学生活。1848年他与他的两个兄弟雅克和约瑟夫一起创办的“布道书店”成为推动魁北克爱国运动的中心之一。1860年他创办了魁北克第一个以文学院，1861年他又参与创办了魁北克第一个文学杂志。
由于屡遭挫折，1862年基馬士告别魁北克前往法国。在法国，在穷困潦倒中，他用Jules Fontaines的名字度过了他一生中最后的十几年。1879年他在Le Havre去世。

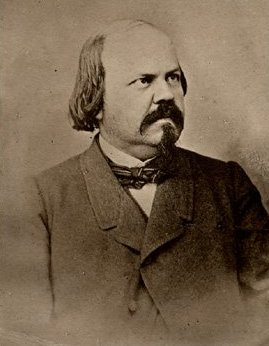
奧塔夫·克雷瑪齊

基馬士是最负盛名的加拿大法语诗人之一，其诗作代表着一代法裔人民的情感。主要诗作为《克雷马齐诗集》（Poésies d'Octave Crémazie, 1886），代表性诗篇有《加拿大老兵之歌》（Le Chant du vieux Soldat canadien）、《东方战争》（La Guerre d'Orient）、《亡灵》（Les Morts）、《钟之旗》（le Drapeau de Carillon）等。